# Henkel (Familienname)
Henkel ist ein deutschsprachiger Familienname.

## Namensträger

### A
- Alexandra Henkel (Schauspielerin, 1971) (* 1971), deutsche Film-, Fernseh- und Theaterschauspielerin
- Alexandra Henkel (Schauspielerin, 1972) (* 1972), deutsche Fernsehschauspielerin
- Almut Henkel (* 1962), deutsche Theaterschauspielerin
- Ana Paula Henkel (* 1972), brasilianische Volleyball- und Beachvolleyballspielerin
- Andrea Henkel (* 1977), deutsche Biathletin
- Andreas Henkel (vor 1756–nach 1790), deutscher Stuckateur und Bauhandwerker
- Anna Henkel-Grönemeyer (1953–1998), deutsche Schauspielerin
- Arthur Henkel (1915–2005), deutscher Germanist und Literaturhistoriker

### B
- Beate Henkel (* 1960), deutsche Fußballspielerin
- Bodo Henkel (* 1952), deutscher Moderator und Synchronsprecher
- Brigitte Johanna Henkel-Waidhofer (* 1958), österreichische Schriftstellerin und Journalistin

### C
- Caesar Henkel (1839–1913), deutsch-südafrikanischer Maler
- Carl Henkel (* 1969), US-amerikanischer Beachvolleyballspieler
- Carl Ludwig Henkel (1815–1853), Polizeidirektor und Bürgermeister in Kassel
- Christin Henkel (* 1984), deutsche Autorin, Komponistin, Sängerin und Musikerin
- Christoph Henkel (Cellist) (* 1946), deutscher Musiker
- Christoph Henkel (Unternehmer) (* 1958), deutscher Unternehmer
- Christoph Henkel (Fußballfunktionär) (* 1964), deutscher Fußballfunktionär und -trainer

### D
- David Henkel (1921–2006), britischer Bauingenieur
- Dieter Henkel (1933–2016), deutscher Schauspieler und Regisseur
- Dieter Henkel (Suchtforscher) (1944–2023), deutscher Psychologe und Hochschullehrer

### E
- Eleonore Henkel (geborene Frank; 1914–2017), deutsche Stenotypistin, Volkswirtin, Dozentin und Kommunalpolitikerin, siehe Lore Henkel
- Erich G. Henkel (1913–1998), deutscher Schuhfabrikant und Kunstsammler
- Ernst Henkel (1887–1944), deutscher Gewerkschafter, Politiker (SPD) und Funktionär; 1933–45 KZ-Haft
- Erwin Henkel (1936–2023), deutscher Politiker
- Eugen Henkel (1909–1978), deutscher Jazzmusiker

### F
- Frank Henkel (* 1963), deutscher Politiker (CDU), MdL in Berlin
- Franz Henkel (1882–1959), deutscher Unternehmer, Politiker und Oberbürgermeister
- Friedrich Henkel (NS-Opfer) (1888–1945), deutscher Schlosser (1943 verhaftet, 1945 ermordet)
- Friedrich B. Henkel (* 1936), deutscher Bildhauer und Grafiker
- Friedrich Karl Henkel (Fritz Henkel; 1848–1930), deutscher Unternehmer
- Friedrich Wilhelm Henkel (* 1949), deutscher Herpetologe
- Fritz Henkel (Politiker) (1885–1932), deutscher Landwirt und Politiker (Zentrum)
- Fritz Henkel (Konsul) (1886–1939), deutscher Konsul
- Fynn Henkel (1996–2015), deutscher Schauspieler

### G
- Gabriele Henkel (1931–2017), deutsche Künstlerin und Kunstmäzenin
- Georg Wilhelm Henkel (1861–1934), deutscher Lehrer, Kirchenmusiker und Komponist
- Gerald Henkel (* 1948), deutscher Chemiker
- Gerda Henkel (1888–1966), siehe Gerda Henkel Stiftung
- Gerhard Henkel (* 1943), deutscher Geograph
- Gerhard Schmidt-Henkel (1925–2011), deutscher Germanist
- Gina Henkel (* 1980), deutsche Schauspielerin
- Guido Henkel (* 1964), deutsch-US-amerikanischer Computerspieldesigner

### H
- Hans Henkel (Schauspieler), deutscher Schauspieler, Inspizient des Düsseldorfer Schauspielhauses
- Hans Henkel (Pilot) (1892–1956), deutscher Flugpionier
- Hans Henkel (Jurist) (1895–1967), deutscher Jurist und Filmproduzent
- Hans Henkel (Erzähler) (* 1927), österreichischer Erzähler, Chirurg und Kinderarzt
- Hans Henkel (Fußballspieler) (1945–2017), deutscher Fußballspieler
- Hans-Olaf Henkel (* 1940), deutscher Industriemanager
- Heike Henkel (* 1964), deutsche Leichtathletin
- Heinrich Henkel (Politiker) (1802–1873), deutscher Jurist und Politiker
- Heinrich Henkel (Musiker) (1822–1899), deutscher Musiker und Komponist
- Heinrich Henkel II. (1850–1899), deutscher Kunst- und Handelsgärtner
- Heinrich Henkel (Rechtswissenschaftler) (1903–1981), deutscher Rechtswissenschaftler
- Heinrich Henkel (Dramatiker) (1937–2017), deutscher Dramatiker
- Henner Henkel (1915–1943), deutscher Tennisspieler
- Hermann Henkel (1869–1918), deutscher Lehrer und Heimatforscher
- Hinrich Schmidt-Henkel (* 1959), deutscher Übersetzer
- Hubert Henkel (1937–2013), deutscher Musikwissenschaftler
- Hugo Henkel (1881–1952), deutscher Industrieller

### I
- Irmin Henkel (1921–1977), deutsch-südafrikanischer Maler

### J
- Jan Henkel (* 1973), deutscher Fechter und Fernsehmoderator
- Jessica Henkel, Geburtsname von Jessica Werner (* 1978), deutsche Hörfunkmoderatorin und Redakteurin
- Joachim Henkel (* 1965), deutscher Wirtschaftswissenschaftler und Hochschullehrer
- Johann Baptist Henkel (1825–1871), deutscher Pharmakologe und Botaniker
- Jost Henkel (1909–1961), deutscher Industrieller

### K
- Karin Henkel (* 1970), deutsche Theaterregisseurin
- Karl Henkel (Instrumentenbauer) (1883–nach 1949), deutscher Instrumentenbauer und Kapellmeister
- Karl Henkel (Fußballspieler), deutscher Fußballspieler
- Karoline Henkel (* 1987), deutsche Filmproduzentin
- Kim Henkel (* 1946), US-amerikanischer Drehbuchautor, Filmregisseur, Filmproduzent und Schauspieler
- Knut Henkel (* 1965), deutscher Hochschullehrer für Betriebswirtschaft
- Konrad Henkel, ab 1914 von Henkel-Gebhardi (1860–1923), Admiral der Kaiserlichen Marine
- Konrad Henkel (1915–1999), deutscher Industrieller

### L
- Loraine Henkel (* 1988), deutsche Volleyballspielerin
- Lore Henkel (Eleonore Henkel; 1914–2017), deutsche Stenotypistin, Diplom-Volkswirtin, Dozentin und Kommunalpolitikerin

### M
- Manfred Henkel (1936–1988), deutscher Maler
- Manuela Henkel (* 1974), deutsche Skilangläuferin
- Martin Henkel (Autor) (1943–2021), deutscher Sozialwissenschaftler und Autor
- Martin Henkel (Politiker) (* 1975), deutscher Politiker (CDU), MdL in Thüringen
- Mathias Henkel (* 1947), deutscher Politiker (CDU)
- Matthias Henkel (Fußballspieler) (* 1960), deutscher Fußballspieler
- Matthias Henkel (Historiker) (* 1962), deutscher Kulturhistoriker und Volkskundler
- Matthias Henkel (Schauspieler) (1962–2020), deutscher Schauspieler
- Max Henkel (1870–1941), deutscher Gynäkologe und Geburtshelfer
- Max Ditmar Henkel (1879–1944), niederländischer Kunsthistoriker
- Michael Henkel (Komponist) (1780–1851), deutscher Komponist und Organist
- Michael Henkel (Politikwissenschaftler) (* 1967), deutscher Politikwissenschaftler und Hochschullehrer

### N
- Nikolaus Henkel (* 1945), deutscher Germanist
- Nils Henkel (* 1969), deutscher Koch

### O
- Oliver Henkel (* 1973), deutscher Schriftsteller
- Otto Henkel (1876–1954), Direktor der Landesheilanstalt Hadamar 1911–1937

### P
- Paul Henkel (1754–1825), US-amerikanischer lutherischer Geistlicher und Prediger
- Peter Henkel (* 1942), deutscher Journalist und Autor

### R
- Rainer Henkel (* 1964), deutscher Schwimmer
- Rudolf Henkel (1925–2021), deutscher Arzt und Karnevalist

### S
- Siegfried Henkel (1931–1984), deutscher Paläontologe
- Susanna Yoko Henkel (* 1975), deutsche Geigerin

### T
- Theodor Henkel (1855–1934), deutscher Agrikulturchemiker
- Tim Henkel (* 1988), deutscher Handballspieler

### U
- Ubaldine Henkel (1903–1943), deutsche römisch-katholische Ordensfrau, Missionsschwester und Märtyrin
- Uli Henkel (* 1954), deutscher Jurist, Unternehmensberater und Politiker (AfD), MdL

### W
- Werner Henkel (* 1956), deutscher Künstler
- Wilhelm Henkel (Schauspieler) (1788–1853), deutscher Schauspieler und Theaterdirektor
- Wilhelm Henkel (Zahnmediziner) (1909–1947), deutscher Zahnarzt im KZ Mauthausen
- Wolfgang Henkel (1931–2014), deutscher Forstwissenschaftler